# Diadegma fungicola
Diadegma fungicola är en stekelart som beskrevs av Horstmann 2008. Diadegma fungicola ingår i släktet Diadegma och familjen brokparasitsteklar. Inga underarter finns listade i Catalogue of Life.